# Distretto di Šaľa
Il distretto di Šaľa (in slovacco: okres Šaľa) è uno dei 79 distretti della Slovacchia, situato nella regione di Nitra, nella parte occidentale del Paese.
Fino al 1918, la maggior parte del territorio dell'attuale distretto era parte del comitato di Nyitra, eccetto una piccola area ad ovest intorno a Diakovce, Tešedíkovo e Žihárec che faceva parte del comitato di Pozsony.

## Geografia antropica
Il distretto è composto da 1 città e 12 comuni:

### Città
- Šaľa

### Comuni
- Diakovce
- Dlhá nad Váhom
- Hájske
- Horná Kráľová
- Kráľová nad Váhom
- Močenok
- Neded
- Selice
- Tešedíkovo
- Trnovec nad Váhom
- Vlčany
- Žihárec